# Krayenberggemeinde
Krayenberggemeinde (lett. "comune del Krayenberg") è un comune tedesco di 5.105 abitanti, situato nel land della Turingia.
Non esiste alcun centro abitato con tale denominazione: si tratta pertanto di un comune sparso.

## Storia
Krayenberggemeinde venne creato nel 2013 dalla fusione dei comuni di Dorndorf e Merkers-Kieselbach.

## Amministrazione

### Gemellaggi
Krayenberggemeinde è gemellato con:
- Philippsthal (Werra), dal 1990